# Георги Манчев
Георги Савов Манчев е български офицер от Държавна сигурност (генерал-майор).

## Биография
Георги Манчев е роден на 10 май 1941 г. в село Беброво, Еленско, в семейството на Сава Манчев, който по това време е чиновник и активист на Българската комунистическа партия| (БКП), а след като тя идва на власт става офицер в Държавна сигурност, достигайки до звание подполковник и длъжност началник на отделението за лична охрана в Управлението за безопасност и охрана. Майка му Иванка Стоянова е шивачка, която също става служител на Държавна сигурност.
През 1958 година Манчев завършва 35-а руска гимназия, след което учи в Школата за запасни офицери при Висшето народно военно артилерийско училище „Георги Димитров“ в Шумен със специалност зенитна артилерия и служи в поделение 80040 в Суходол, Софийско, като командир на разузнавателен взвод. След края на военната си служба през 1960 година учи електроника в Киевския политехнически институт. Там се запознава с бъдещата си съпруга, Валерия Кузнецова от град Пенза в Русия, а през 1964 година става член на БКП. След връщането си в България през 1965 година постъпва в създадения малко по-рано Институт по електроника, където остава до лятото на следващата година.
На 23 август 1966 година Георги Манчев става лейтенант в Държавна сигурност, където е назначен в сформиращия се по това време 07 отдел („научно-техническо разузнаване“) към Първо управление и първоначално отговаря за резидентурата на разузнаването в Западна Германия. През ноември същата година е изпратен на седеммесечен курс в школа на съветския КГБ, който завършва с „особено отличие“. През ноември 1968 година е назначен в предприятието „Електроимпекс“, за да му се създаде прикритие за следващо изпращане на работа в Съединените американски щати. На 29 юли 1969 година е повишен в старши лейтенант. Заминава за Съединените щати през август 1971 година под прикритието на служител в търговското представителство на България в Ню Йорк.
През август 1973 година Манчев е върнат предсрочно от Ню Йорк и е наказан с „предупреждение за непълно служебно съответствие“, защото е скрил, че негов първи братовчед е осъден за шпионаж в полза на Югославия. Наказанието му забавя малко редовното му повишение в капитан, което става на 2 септември 1974 година, но той продължава кариерата си в 07 отдел. През август 1976 година става „отраслов резидент“ в Министерството на електрониката и електротехниката под прикритието на съветник на министъра, а след това на директор на Дирекция „Производствено сътрудничество“. През 1976 година Държавна сигурност се опитва отново да го изпрати на работа в Ню Йорк, но американските власти отказват да го допуснат в страната.
На 1 май 1978 година Георги Манчев е назначен за заместник-началник на 07 отдел, а на 16 май 1979 година – за началник на отдела, като същевременно е предсрочно повишен в майор и е изпратен на двумесечна школа в Съветския съюз. На 1 октомври 1980 година става заместник-началник на Първо главно управление, като по това време е повишен предсрочно в подполковник, а 07 отдел е преобразуван в Управление „Научно-техническо разузнаване“. Още на 15 септември 1982 година Манчев е повишен в полковник, а на 8 юли 1986 година става и първи заместник-началник на Първо главно управление, на 31 август 1989 година е повишен в генерал-майор. В продължение на десетилетие той ръководи научно-техническото разузнаване, което по това време става приоритет на режима, надяващ се с негова помощ да преодолее технологичното изоставане на българската икономика. През този период то се разраства в голяма структура с няколкостотин служители и мрежа от контролирани предприятия в чужбина. Макар постоянно да отчита значителни финансови успехи, според по-късната оценка на ръководителя на разузнаването Бриго Аспарухов научно-техническото разузнаване е „нанесло огромни щети на България“.
Манчев запазва позицията си и при преобразуването на Държавна сигурност в началото на 1990 година, когато става заместник-началник на заменилата Първо главно управление Национална разузнавателна служба. Същевременно преходът на страната към пазарно стопанство обезсмисля съществуването на държавно научно-техническо разузнаване и под натиска на правителството на Съединените щати министър-председателят Андрей Луканов нарежда то да бъде закрито, при което и Манчев е освободен от разузнаването на 30 април 1991 година.
Георги Манчев умира през 1998 година.

## Звания
- Старшина-школник – 1958
- Лейтенант от ДС (23 август 1966)
- Старши лейтенант от ДС (29 юли 1969)
- Капитан от ДС (2 септември 1974)
- Майор от ДС (16 май 1979)
- Подполковник от ДС (1 октомври 1980)
- Полковник от ДС (15 септември 1982)
- Генерал-майор от ДС (31 август 1989)

## Награди
- Медал „МВР“ III степен (6 август 1976; „за прослужени 10 години“)[6]
- Орден „Червено знаме“ (1976)[6]
- Орден „9 септември 1944“ I степен (27 юли 1976; за „придобиване на секретни документи, имащи голям икономически ефект“)[11]
- Медал „За заслуги за социалистическата революция“ (1979; по повод 35-ата годишнина от Деветосептемврийския преврат)[7]
- Медал „Братя по оръжие“ златен, Унгария (октомври 1979)[7]
- Нагръден знак „60 години ВЧК-КГБ“, Съветски съюз (20 май 1980)[7]
- Орден „Червено знаме“ (22 април 1981)[7]
- Медал „МВР“ II степен (26 август 1981)[7]
- Медал „За укрепване на бойното сътрудничество“, Съветски съюз (7 януари 1983)[7]
- Заслужил деятел на техниката (9 май 1985)[7]
- Медал „МВР“ I степен (25 август 1986)[7]